# 南投闊蕊蘭
南投闊蕊蘭（学名：Peristylus goodyeroides）为蘭科闊蕊蘭屬下的一个种。

## 扩展阅读
- 維基物種上的相關：南投闊蕊蘭